# Emoni Bates
Emoni James-Wayne Bates (Ann Arbor, 28 de janeiro de 2004) é um jogador norte-americano de basquete profissional que atualmente joga pelo Cleveland Cavaliers da National Basketball Association (NBA) e pelo Cleveland Charge da G-League. 
Ele jogou basquete universitário pela Universidade de Memphis e por Eastern Michigan e foi selecionado pelos Cavs como a 49ª escolha geral do draft da NBA de 2023.

## Primeiros anos
Bates nasceu no hospital da Universidade de Michigan em Ann Arbor. Ele começou a jogar basquete aos três anos, muitas vezes dormindo com uma mini bola de basquete embaixo do braço e driblando pela casa. Na infância, Bates treinava basquete com seu pai, um ex-jogador profissional, praticando arremessos e melhorando sua agilidade através de vários exercícios. Na quarta série, ele jogou contra alunos do último ano do ensino médio em uma liga recreativa em Saline, Michigan, e começou a competir no circuito da Amateur Athletic Union (AAU).
Bates apareceu pela primeira vez no radar nacional no início de 2016, depois de ter médias de 28 pontos e 12 rebotes em um torneio em Chicago. Ele cresceu de 1,88 m para 1,98 m do sexto para o sétimo ano. Bates jogou basquete pela Clague Middle School em Ann Arbor, onde, no sétimo ano, foi classificado como o melhor jogador da classe de 2022 pelo site de recrutamento Future150. Ele teve médias de 46 pontos no sétimo ano e não jogou na oitava série para treinar individualmente.

## Carreira no ensino médio

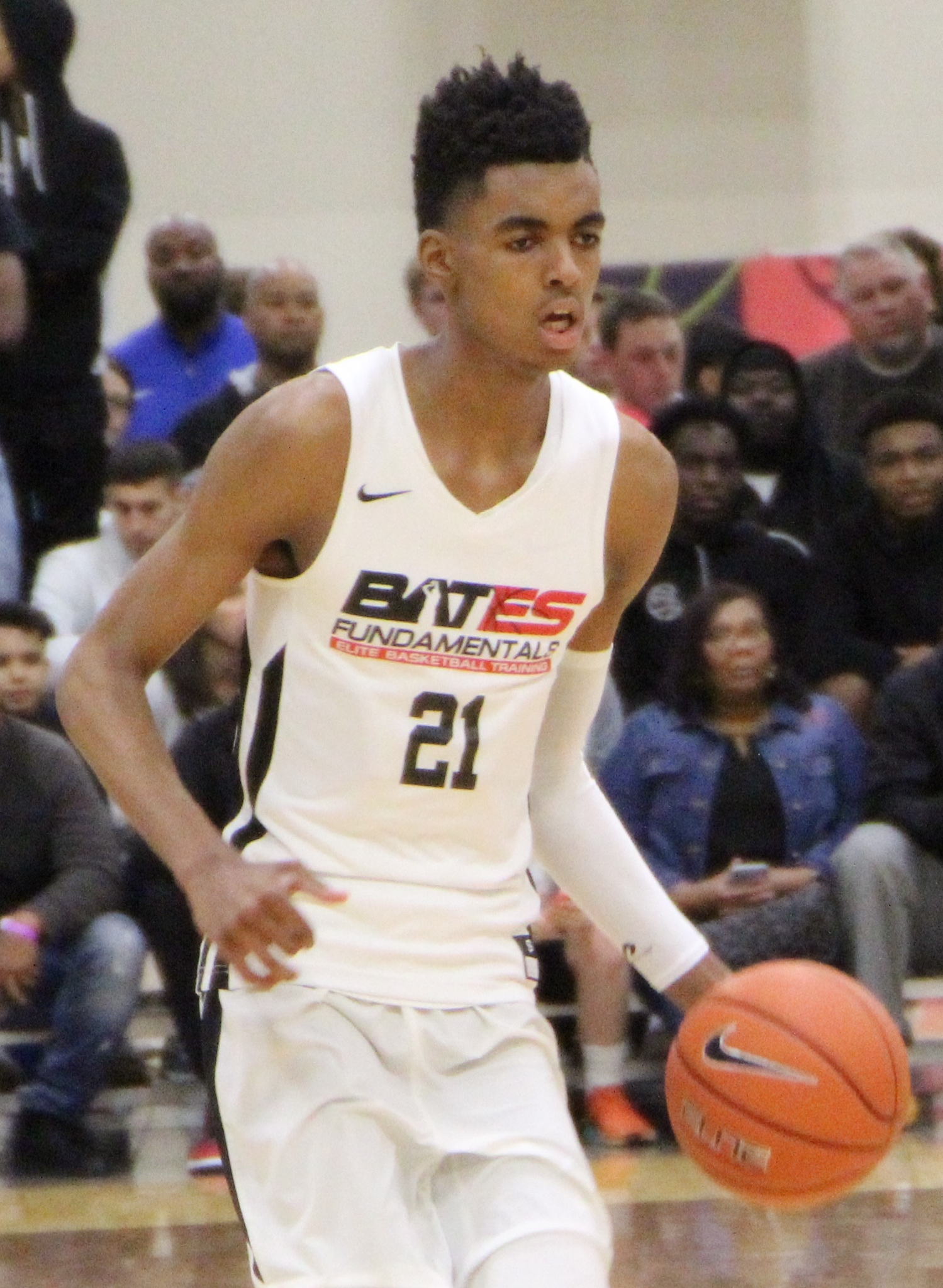
Bates em um evento da Nike em maio de 2019.

Bates se matriculou na Lincoln High School em Ypsilanti, Michigan, sendo atraído para lá porque o treinador de basquete principal, Jesse Davis, era um colega de equipe de longa data e amigo do pai de Bates. Em 26 de novembro de 2018, Bates fez sua estreia, registrando 32 pontos e 15 rebotes em uma vitória por 80-69 sobre Ann Arbor Huron no Ypsilanti Tip-Off Classic. Em 18 de janeiro de 2019, ele marcou 43 pontos em uma vitória por 68-56 sobre Ypsilanti Community High School. Em 18 de fevereiro, ele marcou 36 pontos e pegou 19 rebotes em uma vitória por 73-65 sobre Jackson High School para conquistar o título da Divisão Branca do Campeonato Estadual.
Em 7 de março, ele liderou todos os pontuadores com 36 pontos e fez a cesta da vitória em uma vitória por 81-79 sobre Detroit Catholic Central High School, enquanto Lincoln conquistava seu primeiro título regional. Nove dias depois, Bates guiou Lincoln para seu primeiro título estadual depois de marcar 23 pontos em uma vitória por 64-62 sobre University of Detroit Jesuit High School and Academy. Ele terminou a temporada com médias de 28,5 pontos e 10,2 rebotes, ajudando sua equipe a alcançar um recorde de 23-4. Bates foi nomeado Jogador do Ano de Michigan e Novato do Ano pela MaxPreps. Mick McCabe, do Detroit Free Press, rotulou Bates como o "melhor calouro a jogar em Michigan", enquanto Evan Daniels, do 247Sports, o mencionou como possivelmente o melhor prospecto do ensino médio desde LeBron James.

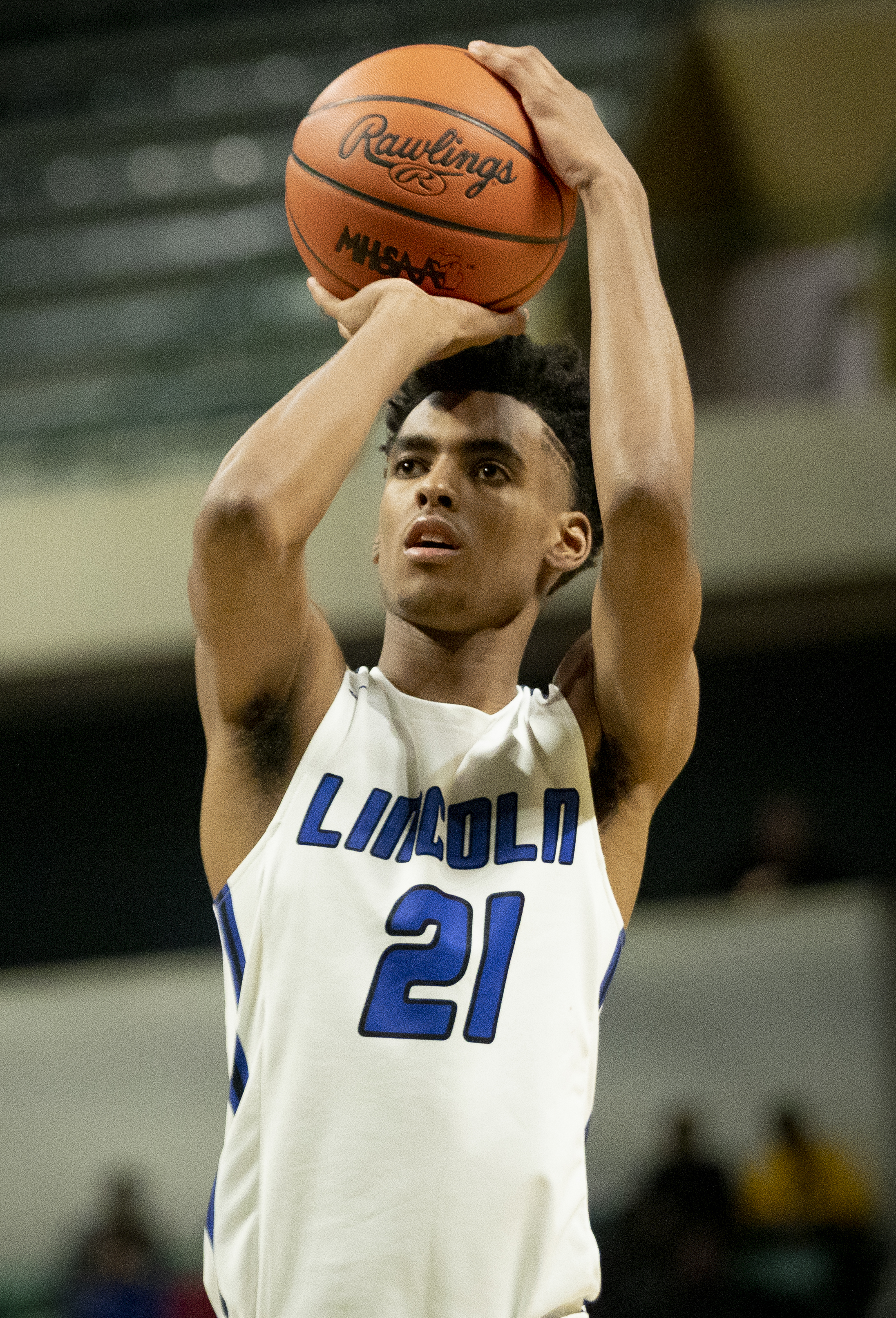
Bates fazendo um lance livre em dezembro de 2019.

Entrando em sua segunda temporada, Bates apareceu na capa da edição de 4 de novembro de 2019 da Sports Illustrated. Ele marcou 42 pontos em 27 de janeiro em uma vitória por 83-56 sobre Jackson High School. Durante o jogo, Bates usou uma camisa de número 24 em homenagem ao seu ídolo de infância, Kobe Bryant, que havia morrido em um acidente de helicóptero no dia anterior. Em 18 de fevereiro, ele estabeleceu novos recordes de carreira com 63 pontos e 21 rebotes em uma vitória após dupla prorrogação por 108-102 sobre Chelsea High School.
Em seu segundo ano, ele teve médias de 32,3 pontos, nove rebotes, três assistências e 2,1 roubos e liderou sua equipe para um recorde de 19-3. Bates foi reconhecido como Jogador Nacional do Ano, tornando-se o primeiro jogador de segundo ano a ganhar a versão masculina do prêmio.
Antes de sua terceira temporada, Bates anunciou que se transferiria para a Ypsi Prep Academy, uma nova escola preparatória em Ypsilanti criada por seu pai. Em 12 de novembro de 2020, ele fez sua estreia, marcando 36 pontos em uma derrota por 78-71 em um jogo de exibição contra Chet Holmgren e Team Sizzle. Nessa temporada, Bates teve médias de 23 pontos, 5,8 rebotes, três assistências e 2,2 roubos, levando sua equipe a um recorde de 7-3. Ele foi um dos cinco finalistas para o Prêmio Naismith de Jogador do Ano do Ensino Médio. Após a temporada, ele se reclassificou para a classe de 2021 e pulou seu último ano do ensino médio.

### Recrutamento
Bates era um recruta de consenso de cinco estrelas e um dos principais jogadores da classe de 2021, de acordo com os principais serviços de recrutamento. Após sua temporada de calouro no ensino médio, Bates recebeu ofertas de bolsas de estudo de Michigan State, Michigan e Duke. Naquela época, ele estava sendo aclamado por analistas e olheiros como o principal prospecto do ensino médio, independentemente da classe. Após a terceira temporada de Bates, no entanto, o 247Sports observou que ele "parece ter encontrado um pequeno obstáculo em seu desenvolvimento". Tanto o 247Sports quanto o Rivals começaram a considerá-lo o segundo melhor jogador de sua classe, atrás de Jalen Duren. Em 4 de agosto de 2021, Bates se reclassificou da classe de 2022 para a classe de 2021. Após sua reclassificação, ele foi classificado como terceiro, quarto e quinto em sua classe pela ESPN, Rivals e 247Sports, respectivamente.
Em 29 de junho de 2020, durante uma entrevista ao vivo no SportsCenter, Bates anunciou seu compromisso de jogar basquete universitário por Michigan State. Na época, Bates era o recruta mais bem avaliado a se comprometer com Michigan State na era moderna de recrutamento. Em 30 de abril de 2021, ele retirou seu compromisso com Michigan State e reabriu seu recrutamento, dizendo que estava explorando opções universitárias e profissionais. Em 24 de agosto, Bates se comprometeu com a Universidade de Memphis para jogar sob o comando do técnico Penny Hardaway e ao lado de seu amigo próximo, Jalen Duren.

## Carreira universitária
Aos 17 anos, Bates iniciou sua temporada de calouro na Universidade de Memphis como o jogador mais jovem do basquete universitário. Em 9 de novembro de 2021, ele fez sua estreia universitária, registrando sua melhor marca da temporada com 17 pontos, quatro rebotes e quatro assistências em uma vitória por 89-65 contra Tennessee Tech. Ele foi nomeado o Calouro da AAC em 15 de novembro. Conforme Memphis começou a enfrentar uma competição mais forte, o técnico Penny Hardaway mudou Bates para a posição de armador, uma posição que ele não havia jogado no ensino médio, e ele teve dificuldades em seu novo papel. Bates perdeu 12 jogos, incluindo o Torneio da AAC, com uma lesão nas costas e retornou para o Torneio da NCAA. Em 18 jogos como calouro, ele teve médias de 9,7 pontos e 3,3 rebotes e caiu drasticamente nas projeções do draft da NBA.
Para sua segunda temporada, Bates transferiu-se para Eastern Michigan. Antes da temporada, em 19 de setembro de 2022, ele foi suspenso pela equipe após ser preso por acusações relacionadas a armas no dia anterior. Bates foi reintegrado em 13 de outubro após um acordo judicial que resultaria no arquivamento das acusações. Em 11 de novembro, Bates fez sua estreia pela Eastern Michigan e liderou sua equipe com 30 pontos em uma derrota por 88-83 para Michigan. Contra Toledo em 24 de janeiro de 2023, Bates marcou 29 pontos consecutivos no primeiro tempo, ele terminou com 43 pontos em uma derrota por 84-79. Em 30 jogos na Eastern Michigan durante a temporada de 2022-23, ele teve médias de 19,2 pontos e 5,8 rebotes. Ele foi nomeado para a Terceira-Equipe da MAC. Em 24 de abril de 2023, Bates inscreveu seu nome no draft da NBA de 2023.

## Carreira profissional
Bates foi selecionado pelo Cleveland Cavaliers como a 49ª escolha geral no draft da NBA de 2023. Em 7 de julho de 2023, os Cavaliers assinaram um contrato de duas vias com ele. Nos termos do acordo, ele dividiu seu tempo entre os Cavaliers e sua afiliada na G-League, o Cleveland Charge.

## Estatísticas da carreira

### NBA

#### Temporada regular
| Ano     | Equipe    | PJ | PT | MPJ | AP   | 3P   | LL   | RT | AS | BR | TO | PPJ |
| ------- | --------- | -- | -- | --- | ---- | ---- | ---- | -- | -- | -- | -- | --- |
| 2023-24 | Cleveland | 15 | 0  | 8.9 | .306 | .303 | .250 | .9 | .7 | .1 | .1 | 2.7 |

### Universitário
| Ano      | Equipe           | PJ | PT | MPJ  | AP   | 3P   | LL   | RT  | AS  | BR  | TO  | PPJ  |
| -------- | ---------------- | -- | -- | ---- | ---- | ---- | ---- | --- | --- | --- | --- | ---- |
| 2021–22  | Memphis          | 18 | 13 | 23.4 | .386 | .329 | .646 | 3.3 | 1.3 | 0.6 | 0.3 | 9.7  |
| 2022–23  | Eastern Michigan | 30 | 29 | 33.8 | .405 | .330 | .782 | 5.8 | 1.4 | 0.7 | 0.5 | 19.2 |
| Carreira | Carreira         | 48 | 42 | 29.9 | .400 | .330 | .749 | 4.8 | 1.4 | 0.7 | 0.5 | 15.6 |